# گزا شیفلیش
گزا شیفلیش (مجاری: Siflis Géza; ۲۵ فوریهٔ ۱۹۰۷ – ۱۸ نوامبر ۱۹۴۸) بازیکن فوتبال اهل یوگسلاوی بود.
از باشگاه‌هایی که در آن بازی کرده‌است می‌توان به باشگاه فوتبال فرنتس‌واروش و باشگاه فوتبال اوی‌پشت اشاره کرد.
وی همچنین در تیم ملی فوتبال یوگسلاوی بازی کرده‌است.